# كيفن ماكلولين
كيفن ماكلولين (بالإنجليزية: Kevin McLaughlin)‏ هو لاعب اتحاد الرغبي أيرلندي، ولد في 20 سبتمبر 1984 في دبلن في جمهورية أيرلندا.